# Mariä Himmelfahrt (Ronsberg)

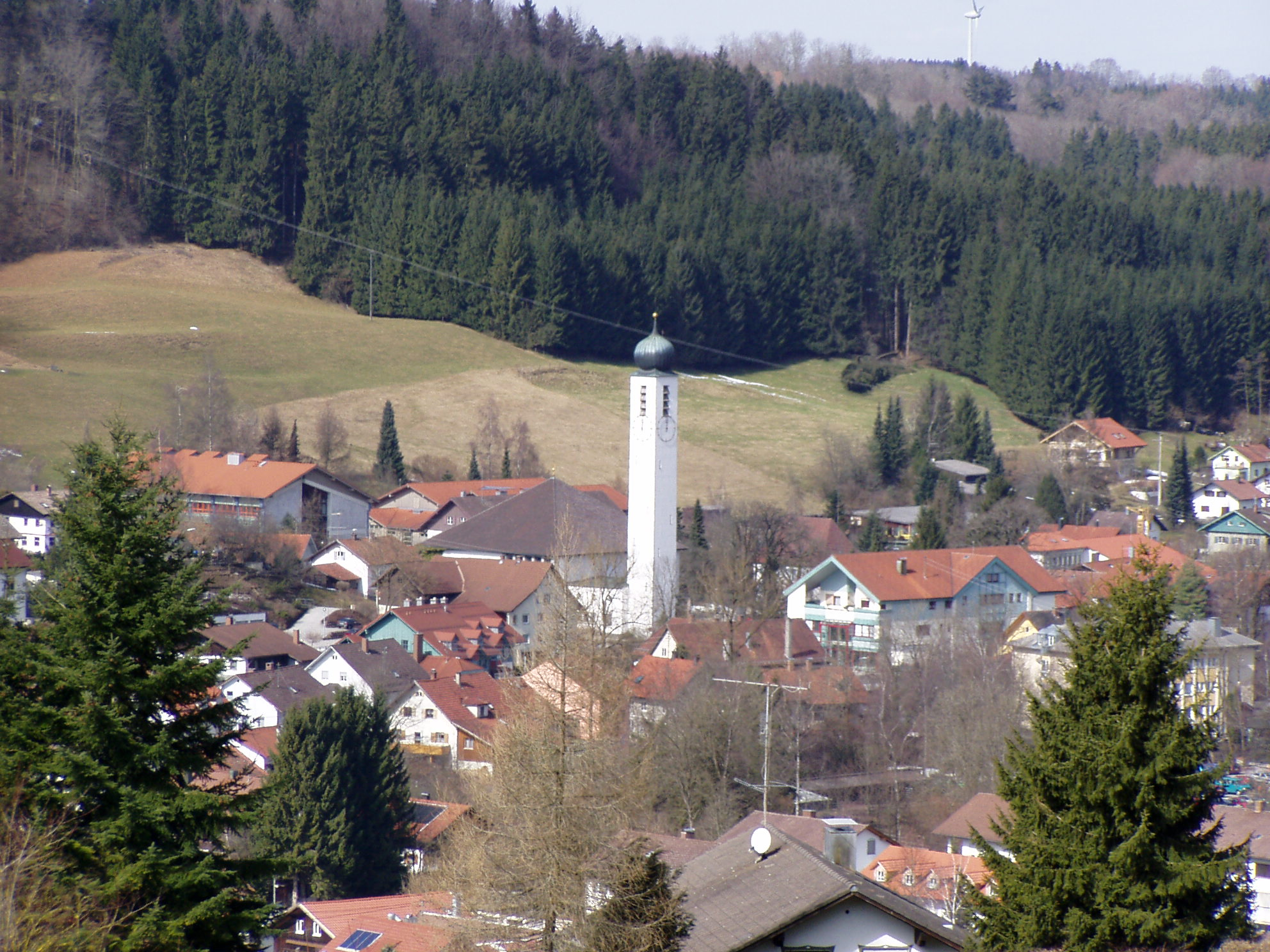
Mariä Himmelfahrt in Ronsberg

Die römisch-katholische Pfarrkirche Mariä Himmelfahrt steht in Ronsberg, einem Markt im schwäbischen Landkreis Ostallgäu von Bayern. Die Pfarrei gehört zum Dekanat Kaufbeuren des Bistums Augsburg. 

## Beschreibung
Der Zentralbau auf quadratischem Grundriss, der mit einem Pyramidendach bedeckt ist, wurde 1960–1962 erbaut. In der Nähe der Südostecke steht, verbunden mit einem Baukörper ein Campanile, in dessen Glockenstuhl fünf Kirchenglocken hängen, und der mit einer Zwiebelhaube bedeckt ist. Zur Kirchenausstattung gehören Gemälde, die um 1850 Johannes Kaspar geschaffen hat, und zwar über die Krönung Mariens, den heiligen Joachim und der heiligen Anna, die zum ehemaligen Hochaltar gehörten, ferner über Johannes dem Täufer und der Ursula von Köln, die zu ehemaligen Seitenaltären gehörten.